# Saleh Al-Amri
Saleh Al-Amri (właśc. Saleh Al-Jamaan Al-Amri; ar. صالح جمعان العمري; ur. 14 października 1993 w Al-Chubar) – saudyjski piłkarz, występujący na pozycji napastnika w saudyjskim klubie Al-Ittihad Club. 1-krotny reprezentant Arabii Saudyjskiej. Uczestnik Klubowych Mistrzostw Świata 2023.

## Statystyki

### Klubowe
Na podstawie:
| Klub            | Sezonów | Liga                      | Liga  | Liga   | Puchar krajowy | Puchar krajowy | Kontynentalne | Kontynentalne | Suma  | Suma   |
| Klub            | Sezonów | Liga                      | Mecze | Bramki | Mecze          | Bramki         | Mecze         | Bramki        | Mecze | Bramki |
| --------------- | ------- | ------------------------- | ----- | ------ | -------------- | -------------- | ------------- | ------------- | ----- | ------ |
| Al-Qadisiyah FC | 3       | Saudi Professional League | 4     | 0      | 2              | 2              | –             | –             | 6     | 2      |
| Al-Ahli Dżudda  | 4       | Saudi Professional League | 28    | 3      | 9              | 2              | 16            | 4             | 53    | 9      |
| Al-Ettifaq FC   | 1       | Saudi Professional League | 21    | 2      | 3              | 1              | –             | –             | 24    | 3      |
| Al-Wehda Club   | 1       | Saudi Professional League | 20    | 0      | 2              | 0              | –             | –             | 22    | 0      |
| Al-Ettifaq FC   | 1       | Saudi Professional League | 17    | 3      | 2              | 0              | –             | –             | 19    | 3      |
| Abha Club       | 3       | Saudi Professional League | 86    | 10     | 5              | 0              | –             | –             | 91    | 10     |
| Al-Ittihad Club | 1       | Saudi Professional League | 14    | 2      | 2              | 0              | 5             | 1             | 21    | 3      |
|                 | Łącznie | Łącznie                   | 190   | 20     | 26             | 5              | 21            | 5             | 237   | 30     |

### Reprezentacyjne
Na podstawie:
| Występy w reprezentacji | Występy w reprezentacji | Występy w reprezentacji | Występy w reprezentacji      | Występy w reprezentacji | Występy w reprezentacji | Występy w reprezentacji | Występy w reprezentacji | Występy w reprezentacji |
| Lp.                     | Data                    | Miasto                  | Przeciwnik                   | Wynik                   | Czas                    | Gole                    | Inne                    | Rozgrywki               |
| ----------------------- | ----------------------- | ----------------------- | ---------------------------- | ----------------------- | ----------------------- | ----------------------- | ----------------------- | ----------------------- |
| 1.                      | 25.12.2017              | Kuwejt                  | Zjednoczone Emiraty Arabskie | 0:0 (0:0)               | 90+4'–90+5'             |                         |                         | mecz towarzyski         |

## Sukcesy
Na podstawie:

### Klubowe
Z Al-Ahli:
- Mistrz Arabii Saudyjskiej 2015/16
- Puchar Arabii Saudyjskiej 2015/16